# Эберн
Эберн (нем. Ebern) — город и городская община в Германии, в земле Бавария.
Подчинён административному округу Нижняя Франкония. Входит в состав района Хасберге и непосредственно подчиняется управлению административного сообщества Эберн, являясь его центром.  Официальный код — 09 6 74 130.
Город подразделяется на 18 городских районов.
По данным на 31 декабря 2015 года:
- территория —  9501,51 га;
- население  —  7408 чел.;
- плотность населения —  77,97 чел./км²;
- землеобеспеченность с учётом внутренних вод —  12 826,01 м²/чел.

## Население
По оценке на 31 декабря 2015 года население общины Эберн составляет 7408 чел. 

| Дата      | 1840 | 1871 | 1900 | 1925 | 1939 | 1950 | 1961 | 1970 | 1987 | 2011 |
| --------- | ---- | ---- | ---- | ---- | ---- | ---- | ---- | ---- | ---- | ---- |
| Население | 4219 | 3969 | 3744 | 4005 | 3957 | 5963 | 6338 | 7278 | 7067 | 7247 |

| Год       | 1960 | 1970 | 1980 | 1990 | 2000 | 2009 | 2010 | 2011 | 2012 | 2013 | 2014 | 2015 |
| --------- | ---- | ---- | ---- | ---- | ---- | ---- | ---- | ---- | ---- | ---- | ---- | ---- |
| Население | 6114 | 7272 | 6836 | 7266 | 7594 | 7319 | 7265 | 7228 | 7214 | 7212 | 7331 | 7408 |

## Достопримечательности
- Замок Эйрихсхоф

## Фотогалерея

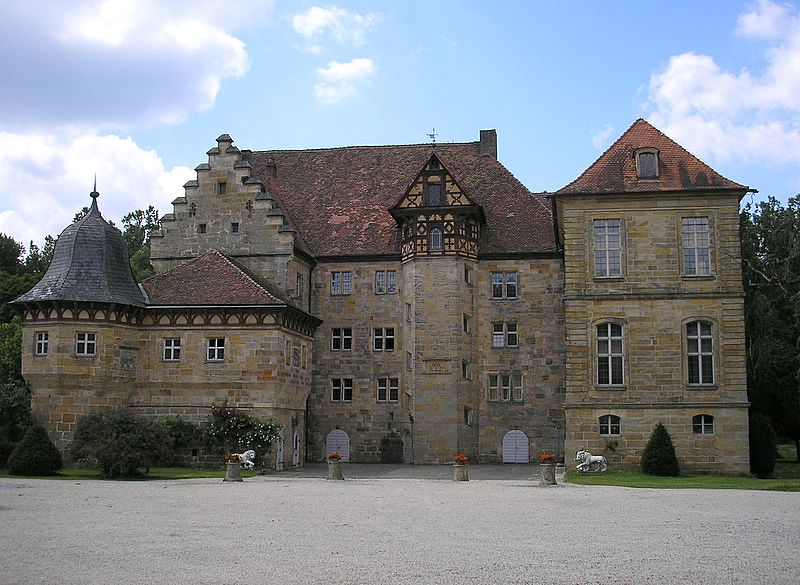
Замок Эйрихсхоф
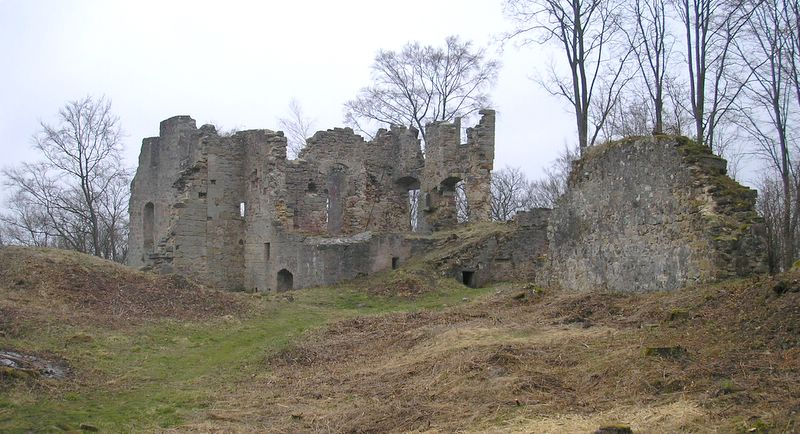
Ruins of Rauheneck Castle
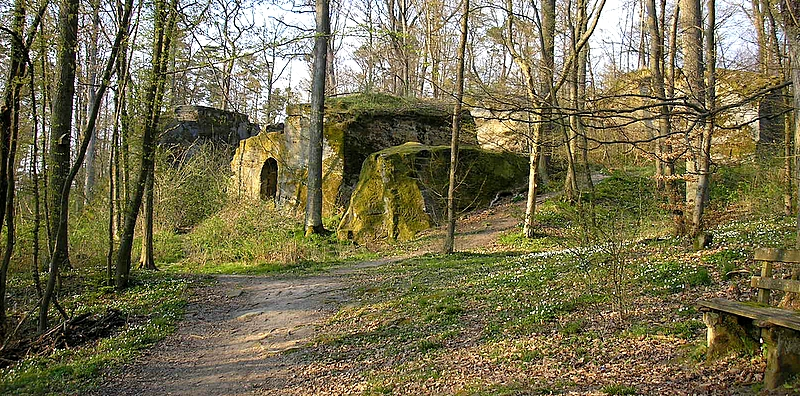
Ruins of Rotenhan
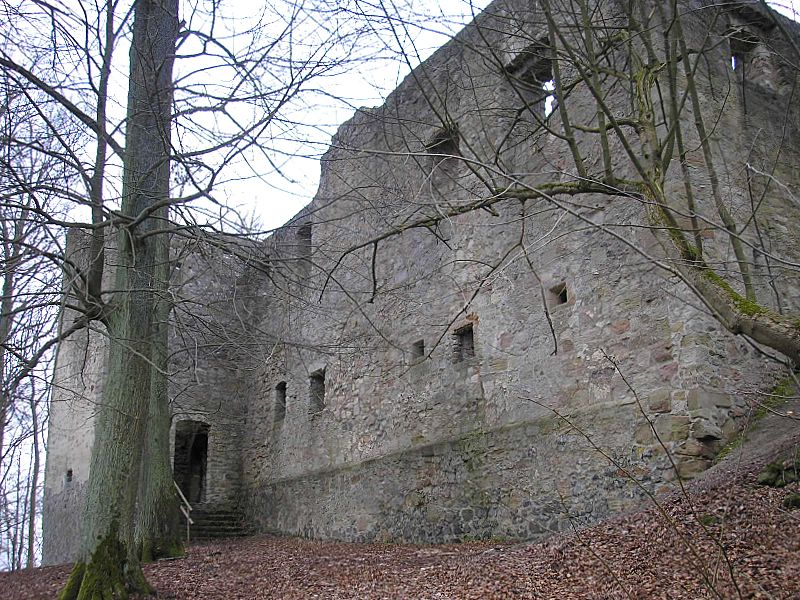
Ruins of Bramberg Castle